# Velibor Đurić
Velibor Đurić (* 5. Mai 1982 in Vlasenica) ist ein bosnischer Fußballspieler.

## Karriere
Die Karriere von Đurić begann bei FK Slavija Sarajevo in der zweiten bosnischen Liga. Im Jahr 2003 wechselte er zum FK Proleter Zrenjanin nach Serbien-Montenegro. Ein Jahr später schloss er sich dem FK Glasinac Sokolac an. Im Sommer 2015 verpflichtete Zrinjski Mostar Đurić, das in der Premijer Liga spielte. Dort wurde er zum Stammspieler und gewann im Jahr 2009 die bosnische Meisterschaft. Anschließend holte ihn Widzew Łódź in die zweite polnische Liga. Dort konnte er sich nicht durchsetzen. Im Jahr 2010 stieg er mit dem Klub in die Ekstraklasa auf, verließ den Klub aber im Sommer 2011 nach zwei Jahren und 21 Einsätzen wieder.
Đurić kehrte nach Bosnien-Herzegowina zurück und schloss sich dem FK Olimpik Sarajevo an. Anfang 2012 kehrte er zu Zrinski Mostar zurück. Dort gewann er mit der Meisterschaft 2014 seinen zweiten Titel. Im Jahr 2015 verließ er den Verein zu Ligakonkurrent NK Vitez. Nach sieben Toren bei 27 Einsätzen in der Saison 2015/16 heuerte er im Sommer 2016 beim FK Radnik Bijeljina an.